# Knooppunt Łódź-Noord
Het knooppunt Łódź-Noord (Pools: Węzeł Łódź-Północ) is een verkeersknooppunt ten noorden van de Poolse stad Łódź. Hier kruisen de A1 richting Gdańsk en Katowice en de A2 richting Poznań en Warschau elkaar.
Het knooppunt werd oorspronkelijk genoemd naar de stad Stryków. Dit was toen het einde van de A2. Sinds de voltooiing van het knooppunt in 2011 werd het naar de grotere stad Łódź genoemd.
Het knooppunt is uitgevoerd als een klaverturbineknooppunt. Er zijn drie turbinebogen en één klaverboog. Deze klaverboog ligt tussen de A1 vanaf Gdańsk naar de A2 richting Warschau.

## Geschiedenis
| Aansluitende wegen | Aansluitende wegen | Aansluitende wegen | Aansluitende wegen | Aansluitende wegen |
| ------------------ | ------------------ | ------------------ | ------------------ | ------------------ |
|                    |                    | richting Gdańsk    |                    |                    |
|                    |                    |                    |                    |                    |
| richting Poznań    | richting Warschau  |                    |                    |                    |
|                    |                    |                    |                    |                    |
|                    |                    | richting Katowice  |                    |                    |

Tussen 2006 en 2012 was deze plaats het eindpunt van de A2. Op 3 juni 2012 werd de A2 ook ten oosten van het knooppunt, richting Warschau, geopend. Het knooppunt is echter al in 2011 in zijn geheel voltooid. Tot de opening van de A1 is het echter onmogelijk om van het knooppunt gebruik te maken.
In de zomer van 2012 werd de A1 richting het noorden voltooid, waardoor er gebruik van het knooppunt werd gemaakt. De aanleg van de A1 richting Łódź en Katowice begon in 2016. Het traject werd in 2020 geopend. In 2022 was het knooppunt compleet.